# Mörbylånga (comuna)
Mörbylånga (em sueco: Mörbylångas kommun) é uma comuna da Suécia localizada no condado de Calmar. Sua capital é a cidade de Mörbylånga. Possui 667 quilômetros quadrados e segundo censo de 2018, havia 15 048.